# Tribos pastós
Nota: Este artigo é sobre as linhagens tribais. Para a estrutura tribal, veja estrutura tribal pashtun.
As tribos pashtuns são as tribos do povo [Pashtun]], um grande grupo étnico de povos iranianosIiranianos do leste que usam a língua Pashto e seguem o código de conduta Pashtunwali. Eles são encontrados principalmente no Afeganistão e Paquistão e formam a maior  sociedade tribal  do mundo, que compõe mais de 49 milhões de pessoas e entre 350 e 400 tribos e clãs.são subdivididas em quatro grandes confederações tribais:
- Sarbani
  - Tanoli
  - Tareen
  - Yusafzai
  - Tarkalani
  - Mohmand
  - Mohammadzai

- Batani
  - Seyani
  - Dotaani
  - Niazi
  - Ghilzai
  - Lodhi
  - Suri (Pashtun)
  - Marwat
  - Lohani
  - Nuhrani

- Ghourghushti
  - Kakar
  - Mando
  - Jadoon
  - Safi
  - Naghar
  - Panai
  - Deavi
  - Ans
  - Tárique
  - Parman
  - Abdul Rahman
  - Selaha
  - Damsan

- Karlani or Karlanri
  - Mahsud
  - Waziri
  - Khattak
  - Afridi
  - Orakzai
  - Dawar
  - Bangash

## A
| Tribo   | Subtribeo      | Clãs da tribo   | Divisão de clã    | Subdivisão    | Seção da subdivisão | Ramos menores | Outros ramos |           |
| Afridi  | Adam Khel      | Gallai          | Zargun Khel       | Muhammad Khel |                     |               |              |           |
|         |                |                 | Tor Sapar         | Feroz Khel    |                     |               |              |           |
|         | Aka Khel       | Saib Jan        | Kamal Khel        | Basi Khel     | Mirghat Khel        | Adili Khel    |              |           |
|         | Kuki Khel      | Abdal Khel      |                   |               |                     |               |              |           |
|         |                | Mitha Khan Khel | Hassan Khel       | Kattia Khel   | Futteh Khel         |               |              |           |
|         |                |                 |                   |               | Mohmand Khel        | Dildar Khel   | Behram Kor   | Adala Kor |
|         |                |                 |                   | Mannia Khel   | Mashi Khel          | Feroz Khel    |              |           |
|         | Kambar Khel    | Dray Plari      | Zona Khel         | Zapari        |                     |               |              |           |
|         | Kamar Khel     |                 |                   |               |                     |               |              |           |
|         | Malikdeen Khel |                 |                   |               |                     |               |              |           |
|         | Sipah          | Urmuz Khel      | Abdul Khel        |               |                     |               |              |           |
|         |                | Landi Khel      | Abdul Rahman Khel |               |                     |               |              |           |
|         | Zakha Khel     | Budai           | Pakhai            | Hassan Khel   | Nikki Khel          | Ahmad Khel    |              |           |
| Amanzai |                |                 |                   |               |                     |               |              |           |

## B
| Tribo    | Subtribos | Clãs da tribo | Divisão do clã | Subdivisão  | Seção da subdivisão | Ramo menor | Outros ramos |
| -------- | --------- | ------------- | -------------- | ----------- | ------------------- | ---------- | ------------ |
| Babai    | watak     |               |                |             |                     |            |              |
| Barech   | Badalzai  | Bayanzai      |                |             |                     |            |              |
| Battani  | Tatta     | Abba Khel     |                |             |                     |            |              |
|          |           | Dana          | Wargare        | Adam Khel   |                     |            |              |
|          |           | Niamat Khel   | Agzar Khel     |             |                     |            |              |
| Bunerwal | Malizai   | Daolatzai     | Ismailzai      | Aba Khel    | Abbas Khel          |            |              |
|          |           | Nurizai       | Aba Khel       |             |                     |            |              |
|          | Iliaszai  | Nasurzai      | Makhozai       | Abao Khel   |                     |            |              |
|          |           |               |                | Ismail Khel | Ahmad Khel          |            |              |
|          |           | Salarzai      | Aib Khel       |             |                     |            |              |
| Bangash  | Baizai    |               |                |             |                     |            |              |
|          | Samalzai  |               |                |             |                     |            |              |
|          | Miranzai  |               |                |             |                     |            |              |

## D
| Tribo   | Subtribos | Clãs da tribo | Divisão do clã | Subdivisão        | Seção da subdivisão | Ramo menor | Outros ramos |  |
| ------- | --------- | ------------- | -------------- | ----------------- | ------------------- | ---------- | ------------ |  |
| Dawari  | Malizad   | Malakh        | Muhammad Khel  | Gita Khel         | Abas Khel           |            |              |  |
|         |           |               |                | Abdul Rahman Khel | Abdul Rahman Khel   |            |              |  |
|         |           | Darka Khel    | Maryam Khel    | Achar Khel        |                     |            |              |  |
|         |           | Amzoni        | Zira Khel      | Chuttan           | Abdul Khel          |            |              |  |
|         |           |               |                | Umarzai           | Abdul Khel          |            |              |  |
|         |           |               |                | Aghzan            |                     |            |              |  |
|         |           |               |                | Ahmad Khel        |                     |            |              |  |
|         | Tappizad  | Idak          | Taiota         | Ahmad Khel        |                     |            |              |  |
| Durrani | Zirak     | Achakzai      |                |                   |                     |            |              |  |
|         |           | Barakzai      | Mohammadzai    |                   |                     |            |              |  |
|         |           | Popalzai      | Sadozai        |                   |                     |            |              |  |
|         |           | Alakozai      |                |                   |                     |            |              |  |
|         | Panjpai   | Alizai        |                |                   |                     |            |              |  |
|         |           | Nurzai        |                |                   |                     |            |              |  |
|         |           | Isakzai       |                |                   |                     |            |              |  |
|         |           | Khokani       |                |                   |                     |            |              |  |
|         |           | Maku          |                |                   |                     |            |              |  |

## G
| Tribo   | Subtribos    | Clãs da tribo  | Divisão do clã | Subdivisão | Seção da subdivisão | Ramo menor | Outros ramos |
| ------- | ------------ | -------------- | -------------- | ---------- | ------------------- | ---------- | ------------ |
| Gadun   | Mansur       | Daulatzai      |                |            |                     |            |              |
| Ghilzai |              |                |                |            |                     |            |              |
|         | Hotak        |                |                |            |                     |            |              |
|         | Tokhi        |                |                |            |                     |            |              |
|         | Nasar        |                |                |            |                     |            |              |
|         | Kharoti      |                |                |            |                     |            |              |
|         | Hezab        |                |                |            |                     |            |              |
|         | Andar        |                |                |            |                     |            |              |
|         | Taraki       |                |                |            |                     |            |              |
|         | Sahak        |                |                |            |                     |            |              |
|         | Suliman Khel |                |                |            |                     |            |              |
|         | Kharoti      |                |                |            |                     |            |              |
|         | Dotanni      |                |                |            |                     |            |              |
|         | Niazi        |                |                |            |                     |            |              |
|         |              | Mamrez Khel    |                |            |                     |            |              |
|         |              | Nurkkhan Khel  |                |            |                     |            |              |
|         |              | Mahsud Khel    |                |            |                     |            |              |
|         |              | Mohib Khel     |                |            |                     |            |              |
|         |              | Rokhri Khel    |                |            |                     |            |              |
|         |              | Kala Khel      |                |            |                     |            |              |
|         |              | Samand Khel    |                |            |                     |            |              |
|         |              | Momakzai       |                |            |                     |            |              |
|         |              | Sune Khel      |                |            |                     |            |              |
|         |              | Ali Khel       |                |            |                     |            |              |
|         |              | Mala Khel      |                |            |                     |            |              |
|         |              |                | Punnu Khel     |            |                     |            |              |
|         |              |                | Sherman Khel   |            |                     |            |              |
|         |              |                | Zaday Khel     |            |                     |            |              |
|         |              |                | Tari Khel      |            |                     |            |              |
|         |              |                | Bori Ikhel     |            |                     |            |              |
|         |              |                | Khanki Khel    |            |                     |            |              |
|         |              |                | Shadi Khel     |            |                     |            |              |
|         |              |                | Wata Khel      |            |                     |            |              |
|         |              | Aalam Khel     |                |            |                     |            |              |
|         |              | Tajay Khel     |                |            |                     |            |              |
|         |              | Isa Khel       |                |            |                     |            |              |
|         |              | Kamar Mashani  |                |            |                     |            |              |
|         |              | Sahrang        |                |            |                     |            |              |
|         | Mula Khel    |                |                |            |                     |            |              |
|         | Mithis       |                |                |            |                     |            |              |
|         | Kundi        |                |                |            |                     |            |              |
|         | Lohana       | Mian Khel      | Isot Khel      | Aka Khel   | Nur Khan Khel       |            |              |
|         | Gandapur     |                |                |            |                     |            |              |
|         |              | Ali Zai        |                |            |                     |            |              |
|         |              | Allah Dad Khel |                |            |                     |            |              |
|         |              | Bahadur Khel   |                |            |                     |            |              |
|         |              | Bara Khel      |                |            |                     |            |              |
|         |              | Behlol Khel    |                |            |                     |            |              |
|         |              | Bazeed Khel    |                |            |                     |            |              |
|         |              | Hafiz Khel     |                |            |                     |            |              |
|         |              | Hammarh        |                |            |                     |            |              |
|         |              | Hussain Zai    |                |            |                     |            |              |
|         |              | Ibraheem Zai   |                |            |                     |            |              |
|         |              | Ikhtiar Khel   |                |            |                     |            |              |
|         |              | Kamal Khel     |                |            |                     |            |              |
|         |              | Khadar Khel    |                |            |                     |            |              |
|         |              | Khuaji Khel    |                |            |                     |            |              |
|         |              | Maani Khel     |                |            |                     |            |              |
|         |              | Malang Khel    |                |            |                     |            |              |
|         |              | Musa Zai       |                |            |                     |            |              |
|         |              | Marirh         |                |            |                     |            |              |
|         |              | Nakundar Zai   |                |            |                     |            |              |
|         |              | Nattu Zai      |                |            |                     |            |              |
|         |              | Safar Zai      |                |            |                     |            |              |
|         |              | Shakhi         |                |            |                     |            |              |
|         |              | Shehzad Khel   |                |            |                     |            |              |
|         |              | Usman Khel     |                |            |                     |            |              |
|         |              | Yahya Khel     |                |            |                     |            |              |
|         |              | Yaqub Zai      |                |            |                     |            |              |

## J
| Tribo  | Subtribos | Clãs da tribo | Divisão do clã | Subdivisão | Seção da subdivisão | Ramo menor | Outros ramos |
| ------ | --------- | ------------- | -------------- | ---------- | ------------------- | ---------- | ------------ |
| Jadoon |           |               |                |            |                     |            |              |

## K
| Tribo        | Subtribos          | Clãs da tribo | Divisão do clã | Subdivisão | Seção da subdivisão | Ramo menor | Outros ramos |
| ------------ | ------------------ | ------------- | -------------- | ---------- | ------------------- | ---------- | ------------ |
| Kasi (Kansi) | Maleque \|Akazai\| |               |                |            |                     |            |              |
|              | Arbab              |               |                |            |                     |            |              |
| Kakar        | Sanzarkhel         | Abdullazai    |                |            |                     |            |              |
|              |                    | Jalalzai      | Jogezai        |            |                     |            |              |
|              |                    | Alizai        | Hanbhi         | Badsuzai   | Adinzai             |            |              |
|              |                    |               | Mirzai         | Ahmakzai   |                     |            |              |
|              |                    | Mando Khel    |                |            |                     |            |              |
|              |                    | Targhari      | Ahmad Khel     |            |                     |            |              |
|              | Sanatia            | Harun Khel    | Panezai        |            |                     |            |              |
|              |                    |               | Shamozai       |            |                     |            |              |
|              |                    |               | Bazai          | Mulazai    | Adinazai            |            |              |
|              |                    |               | Sarangzai      | Adinzai    |                     |            |              |
| Khattak      | Bolak              |               |                |            |                     |            |              |
|              | Tari               |               |                |            |                     |            |              |
|              | Taraki             |               |                |            |                     |            |              |
|              | Kaka Khel          |               |                |            |                     |            |              |

## L
| Tribo | Subtribos | Clãs da tribo | Divisão do clã | Subdivisão | Seção da subdivisão | Ramo menor | Outros ramos |
| ----- | --------- | ------------- | -------------- | ---------- | ------------------- | ---------- | ------------ |
| Luni  | Rakanwal  | Malezai       | Adamzai        |            |                     |            |              |
|       |           |               | Hotizai        |            |                     |            |              |
|       |           |               | Ahmadzai       |            |                     |            |              |

## M
| Tribo     | Subtribos   | Clãs da tribo     | Divisão do clã | Subdivisão        | Seção da subdivisão | Ramo menor | Outros ramos |
| --------- | ----------- | ----------------- | -------------- | ----------------- | ------------------- | ---------- | ------------ |
| Mohmand   | Tarakzai    | Qasim Khel        | Bear Khel      |                   |                     |            |              |
|           | Khwazai     | Maimana Khel      | Aba Kor        | Ad Khel           |                     |            |              |
|           |             | Dauta Khel        | Ahad Kor       |                   |                     |            |              |
|           | Buhran Khel | Hassani Khel      | Adal Kor       |                   |                     |            |              |
|           |             | Muhammad Khan Kor | Ahmedai Kor    |                   |                     |            |              |
|           | Halimzai    | Kadai Kor Gandab  | Rami Khel      | Fatteh Kor        |                     |            |              |
|           | Kukozai     | Ahmedakzai        |                |                   |                     |            |              |
| Mahsud    | Bahlolzai   | Aimal Khel        | Abdullai       | Panj Pilara       | Abas Khel           |            |              |
|           |             | Nana Khel         | Haibat Khel    | Abas Khel         |                     |            |              |
|           |             |                   | Sher Khel      | Abdul Rahman Khel |                     |            |              |
|           |             |                   | Umar Khel      | Ahmad Khel        |                     |            |              |
|           |             | Band Khel         | Aikam Khel     |                   |                     |            |              |
|           | Alizai      | Manazai           | Palli Khel     | Shumi Khel        | Abas Khel           |            |              |
|           |             |                   | Maleque Dinai  | Abdul Widanai     |                     |            |              |
|           |             | Shabi Khel        | Sultani        | Ahmad Khel        |                     |            |              |
|           | Shaman Khel | Badanzai          | Kasim Khel     | Abdul Khel        |                     |            |              |
|           |             | Galeshahi         | Birri Khel     | Aidal Khel        |                     |            |              |
| Musa Khel | Laharzai    | Mangizai          | Ahmadzai       |                   |                     |            |              |
|           |             | Nokuzai           | Dodazai        | Panzai            |                     |            |              |
|           | Balil Khel  | Ahmadzai          |                |                   |                     |            |              |
|           |             | Hamzazai          | Zirikzai       |                   |                     |            |              |

## N
Nawabi
Nagar

## O
| Oriakhill |               |                 |                   |                   |            |  |  |
| Orakzai   | Daulatzai     | Utman Khel      | Fateh Khan Khel   | Aba Khel          |            |  |  |
|           |               | Bazoti          | Yarkulli Khel     | Aidu Khel         |            |  |  |
|           | Muhammad Khel | Abdul Aziz Khel |                   |                   |            |  |  |
|           |               | Zanka Khel      | Aimal Khan Khel   |                   |            |  |  |
|           | Lashkarzai    | Alisherzai      | Umar Khan Khel    | Adu Khan Kor      |            |  |  |
|           |               |                 |                   | Aimal Khan Kor    |            |  |  |
|           |               | Masuzai         | Khwaja Khel       | Mastu Khel        | Abdul Khel |  |  |
|           |               |                 | Landazai          | Abdul Mirzi       |            |  |  |
|           |               | Mamuzai         | Musa Khel         | Abdur Rahman Khel |            |  |  |
|           |               | Alikaran        | Abrahim Khel      |                   |            |  |  |
|           |               |                 | Adu Khel          |                   |            |  |  |
|           | Sheikhan      | Bazid Khel      | Abdul Rahman Khel |                   |            |  |  |
|           | Ismailzai     | Rabia Khel      | Afzal Khel        |                   |            |  |  |

## S
Sulemankhel
| Swati    | Jahangiri     | Khazani    | Sabdini     | Barkhani   | Ali Khel   | Manshahi   | Akhun Khel |  |  |
|          | SurKhaili     | Khan Khel  | KhawajaKhel |            |            |            |            |  |  |
|          | Deshiwal      | Warozai    | Sana Khel   | Sumla Khel | Beror      | Bibal Thor | Kuchelai   |  |  |
|          | Tikriwal      | Malkal     | Ashtor      | Nikrozai   | Pirzai     | Sherkhani  | Dawarkhani |  |  |
|          | Allaiwals     | Dotial     | Musa Khel   | Mada Khel  | Akhun Khel | Ashral     | Samkori    |  |  |
| Sherani  | Admad Khel    | Arozai     | Adris       |            |            |            |            |  |  |
|          | Oba Khel      | Ahmad Khel |             |            |            |            |            |  |  |
|          | Sen Khel      | Ahmad Khel |             |            |            |            |            |  |  |
|          | Miani         | Nurozai    |             |            |            |            |            |  |  |
| Shilmani |               |            |             |            |            |            |            |  |  |
| Shinwari | Ali Sher Khel |            |             |            |            |            |            |  |  |
| Sherwani |               |            |             |            |            |            |            |  |  |

## T
| Tribo   | Subtribos | Clãs da tribo | Divisão do clã | Subdivisão | Seção da subdivisão | Ramo menor | Outros ramos |
| ------- | --------- | ------------- | -------------- | ---------- | ------------------- | ---------- | ------------ |
| Tareen  | Toor      | Haroonzai     | Noorzai        | Sardaran   |                     |            |              |
|         |           |               |                | Khanaan    |                     |            |              |
|         |           |               |                | Malakzai   |                     |            |              |
|         | Spin      | Mekhiani      | Abdullani      |            |                     |            |              |
|         |           |               | Ismailalagh    | Adwani     |                     |            |              |
| Tarkani | Salarzai  | Illal Khel    | Aggai Khel     |            |                     |            |              |
|         | Mamund    | Kakazai       | Daulat Khel    |            |                     |            |              |
|         |           |               | Khulozai       |            |                     |            |              |
|         |           |               | Maghdud Khel   |            |                     |            |              |
|         |           |               | Mahsud Khel    |            |                     |            |              |
|         |           |               | Umar Khel      |            |                     |            |              |
|         |           |               | Yusaf Khel     |            |                     |            |              |
|         | Samilzai  | Kalut Khel    |                |            |                     |            |              |
| Turi    |           |               |                |            |                     |            |              |

## U
| Tribo      | Subtribos | Clãs da tribo | Divisão do clã | Subdivisão | Seção da subdivisão | Ramo menor | Outros ramos |
| ---------- | --------- | ------------- | -------------- | ---------- | ------------------- | ---------- | ------------ |
| Utman Khel | Mandal    | Dabar         |                |            |                     |            |              |
|            | Ismailzai | Asil          |                |            |                     |            |              |
| Ustarana   | Ahmadzai  |               |                |            |                     |            |              |
| Urmar      |           |               |                |            |                     |            |              |

## W
| Wazirs | Darwesh Khel | Utmanzai | Ibrahim Khel | Madda Khel   | Sarki Khel  | Ali Khan Khel | Nazar Khel        | Amad Khel | Aba Khel      |           |
|        |              |          |              |              |             |               | Khazzar Khel      | Wadin     | Jamaldin Khel | Adda Khel |
|        |              |          |              |              | Tori Khel   | Shugai        | Abdi Khel         |           |               |           |
|        |              |          | Mohmit Khel  | Bora Khel    | Abdul Khel  |               |                   |           |               |           |
|        |              |          |              | Khaddar Khel | Ali Khel    | Idar Khel     | Abdul Rahman Khel |           |               |           |
|        |              |          |              |              |             | Umar Khel     | Afza Khel         |           |               |           |
|        |              |          |              |              | Mad Khozbai | Mandi Khel    | Afzal Khel        |           |               |           |
|        |              | Ahmadzai | Shin Khel    | Umarzai      | Said Khel   | Adab Khel     |                   |           |               |           |
|        |              |          | Kalu Khel    | Nasra Din    | Bomi Khel   | Ali Khel      | Afzal Khel        |           |               |           |
|        | Laili        |          |              |              |             |               |                   |           |               |           |

## Y
| Tribo     | Subtribos | Clãs da tribo | Divisão do clã | Subdivisão  | Seção da subdivisão | Ramo menor | Outros ramos |  |
| --------- | --------- | ------------- | -------------- | ----------- | ------------------- | ---------- | ------------ |  |
| Yousafzai | Swati     | Panni         | Akozai         | Khwazazai   | Nekpi Khel          | Aba Khel   |              |  |
|           |           |               |                | Abazai      | Panni               |            |              |  |
|           |           |               |                | Adinzai     |                     |            |              |  |
|           |           |               | Baizai         | Aba Khel    |                     |            |              |  |
|           |           |               |                | Babuzai     | Aka Maruf           | Aba Khel   |              |  |
|           |           |               |                | Sulizai     | Kuz                 | Aba Khel   |              |  |
|           | Isazai    | Akazai        | Taran Khel     |             |                     |            |              |  |
|           | Mandan    | Utmanzai      | Sadazao        | Khudu Khel  | Usman Khel          |            |              |  |
|           | Malizai   | Ausa Khel     | Nurak Khel     | Sultan Khel | Painda Khel         |            |              |  |

## Z
| Tribo        | Subtribos    | Clãs da tribo | Divisão do clã | Subdivisão | Seção da subdivisão | Ramo menor | Outros ramos |  |
| ------------ | ------------ | ------------- | -------------- | ---------- | ------------------- | ---------- | ------------ |  |
| Zaimukht     | Khoidad Khel |               |                |            |                     |            |              |  |
|              | Mamozai      |               |                |            |                     |            |              |  |
| Zmarai Zimri | Anzra Khel   | Alizai        | Tanzai         |            |                     |            |              |  |